# Vals en do sostingut menor, op. 64, núm. 2 (Chopin)

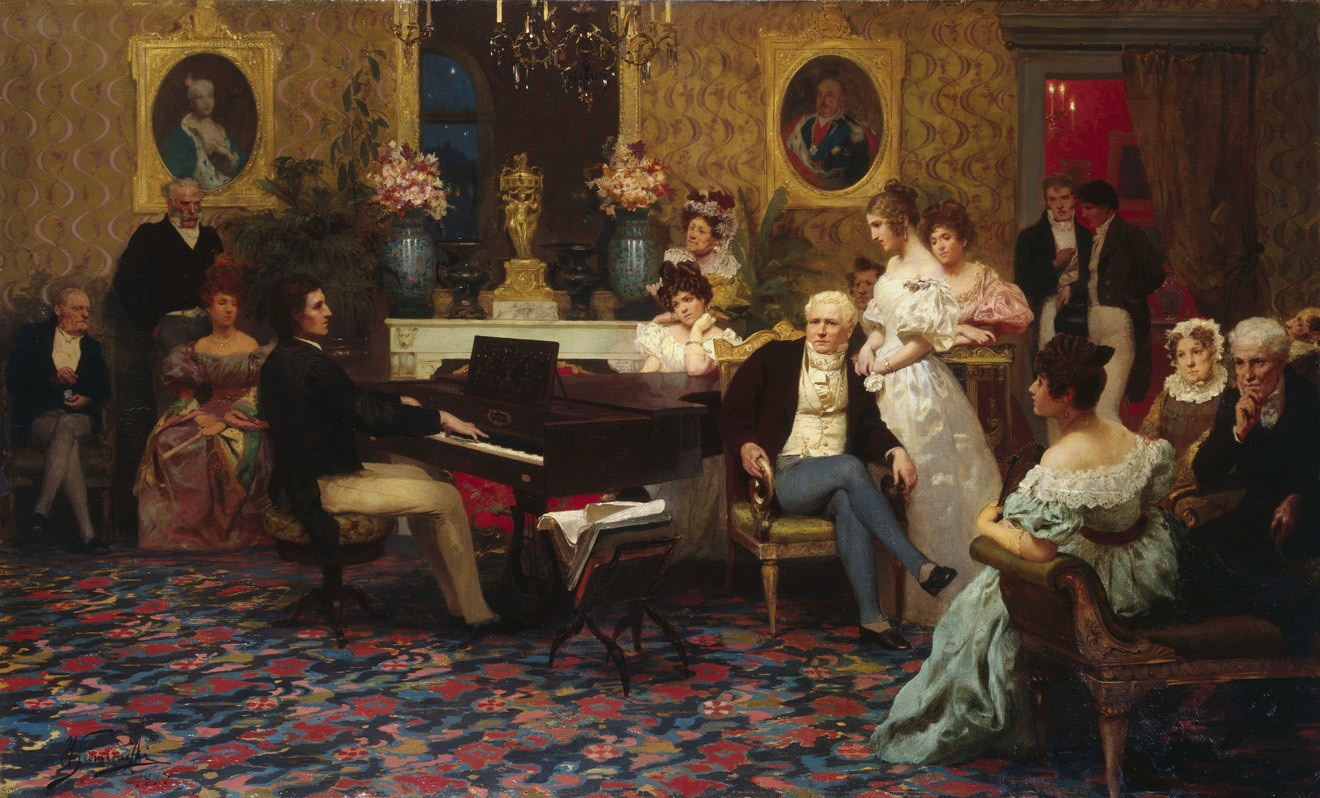
Chopin tocant per l'aristocràcia (pintura de Henryk Siemiradzki, 1887)

El Vals en do sostingut menor, op. 64, núm. 2, és el segon dels tres Valsos op. 64 de Frédéric Chopin; el més conegut és el primer, el Vals del minut. El "Vals en do sostingut menor" va ser compost el 1847 i el va dedicar a Madame Nathaniel de Rothschild.

## Estructura
Es compon de tres temes principals:
- Tema A. Indicació de tempo giusto; dona la sensació de ritme de marxa amb molts acords.
- Tema B. Indicació Più mosso (més ràpid). El tema és amb ràpides corxeres i tota l'harmonia a la mà esquerra.
- Tema C. Indicació Più lento (més lent). Hi ha un sostingut en la tònica major (un re bemoll major que és enharmònic del do sostingut major). A més del ritme més lent, en general, la melodia té un ritme de negres, excepte per un parell d'adornaments en corxeres, el que fa que aquesta secció mostri la qualitat d'un interludi que precedeix el dramàtic retorn del tema B.

El disseny general de la peça és ABCBA B. Hi ha una versió orquestrada, que forma part del ballet Les sílfides.